# Takashima Shūhan

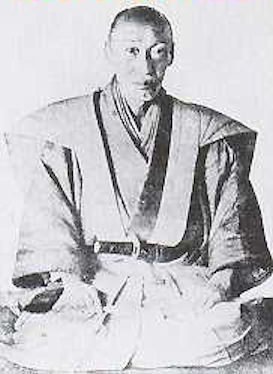
Takashima Shūhan

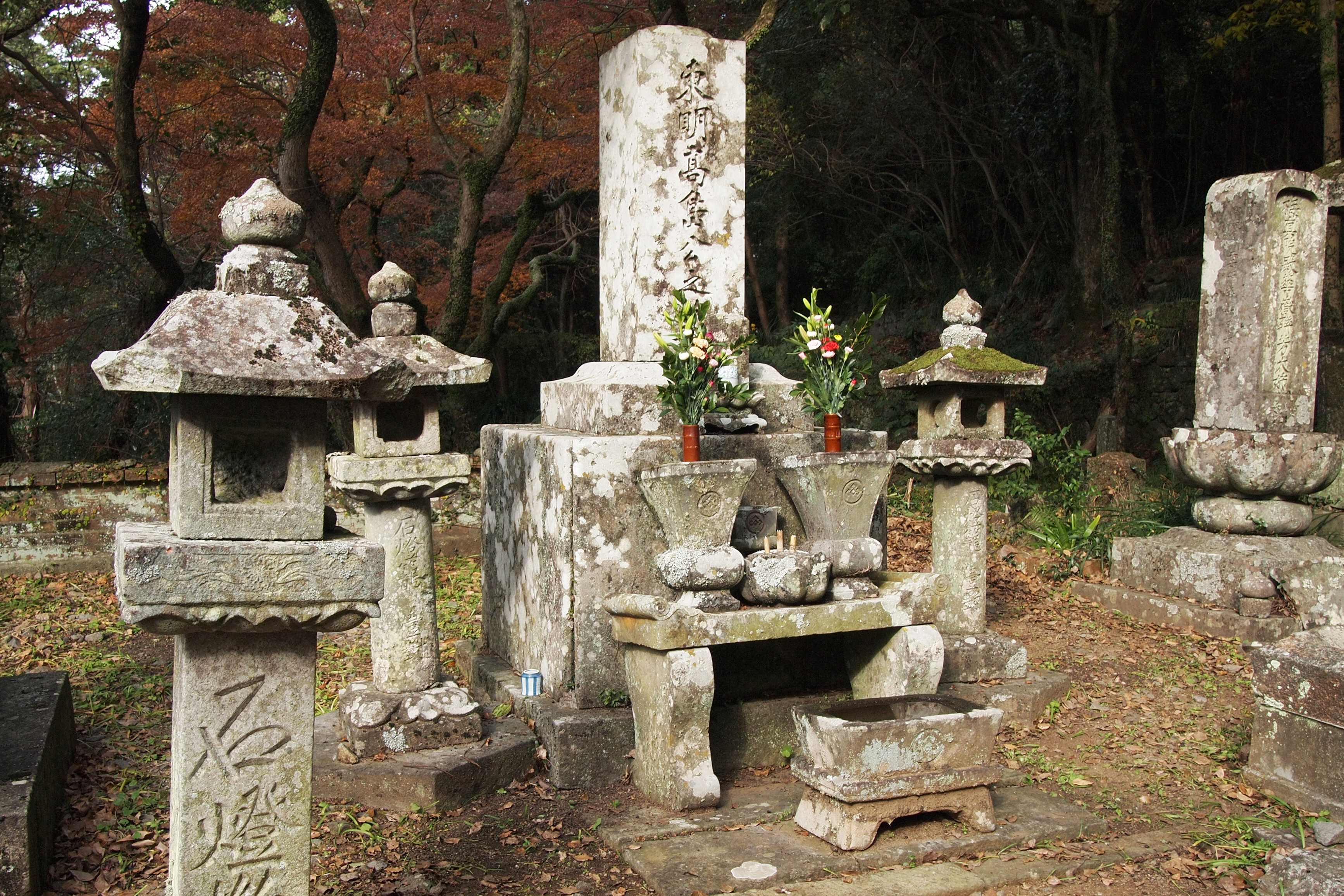
Grab der Familie Takashima, Nagasaki

Takashima Shūhan (japanisch 高島 秋帆, eigentlich Takashima Shirodayū; geboren 24. September 1798 in Nagasaki; gestorben 28. Februar 1866 in Edo) war ein japanischer Geschütz-Experte.

## Leben und Wirken
Takashima Shūhan wurde in Nagasaki als dritter Sohn von Shirobei Shigeki (四郎兵衛 茂紀), der in der Stadt für die Dejima-Batterie verantwortlich war, geboren. Von seinem Vater erlernte er die Geschütztechnik im Ogino- (荻野流) und im Tianshan-Stil (天山流), ahnte aber, dass es große Unterschiede zum westlichen fortschrittlichen Schießen gab. Er bat einen Dolmetscher, niederländische Militärbücher und Information zur Geschützbasis, die auf Dejima vorhanden waren, zu übersetzen. Er ergänzte seine Kenntnisse über die europäische Militärtechnik durch direkte Fragen an die Niederländer. Darüber hinaus kaufte er verschiedene Schusswaffen und holländische Bücher zur Militärkunst, wobei er seine Sonderstellung als Stadtbeauftragter (町奉行, Machi-bugyō) ausnutzte. Ab 1834 begann er, basierend auf diesen Ergebnissen, Artillerie im Takashima-Stil (高島流) und Waffengebrauch im westlichen Stil zu unterrichten.
1839 machte der Opiumkrieg ihn besorgt. So legte er dem Edo-Shogunat eine schriftliche Stellungnahme vor, dass Artillerie westlicher Art eingeführt werden sollte, um Japan vor der Invasion durch die Westmächte – vielleicht schon 1840 – zu schützen. Im folgenden Jahr suchte er das Shogunat in Edo auf und leitete am 9. Mai Japans erste Artillerieübung westlicher Art in Tokumaru-ga-hara (徳丸ケ原), einer freien Fläche im heutigen Bezirk Itabashi. Infolgedessen beschloss das Shogunat, die Artillerietechnik im Takashima-Stil zu übernehmen. Egawa Tarōzaemon (江川 太郎左衛門) und Shimosone Kinsaburō (下曾根 金三郎), beide in der Takashima-Delegation, kamen nach Nagasaki, um alle Informationen über den Takashima-Stil zu sammeln. Der Stadtkommissar des Bakufu Torii Yōzō (1796–1873), der niederländische Studien schon lange Zeit hasste, sorgte jedoch dafür, dass Takashima 1843 wegen Verrats inhaftiert wurde.
Aufgrund der großen Veränderungen, die Perrys Ankunft im Jahr 1853 auslöste, wurde Takashima im 10. Jahr der Gefangenschaft begnadigt. 1855 wurde er zum Leiter des neu eingerichteten Zentrums für militärische Ausbildung ernannt. Es folgten Einladungen einer ganzen Reihe von Daimyō, bei ihnen ihr Militär nach seiner Artillerie-Methode zu unterrichten. So feierte man ihn schließlich als „Kagi chūkō Yōhei kaiki“ (火技中興洋兵開基), als „Wiederbeleber der Feuertechnik und Gründer des Militärs nach westlicher Art“.